# Видонці
Видонці (словен. Vidonci) — поселення в общині Град, Помурський регіон, Словенія. Висота над рівнем моря: 368,3 м.